# Commanditaire
Un commanditaire est une entité qui sollicite une prestation auprès d'une autre entité, généralement moyennant rémunération. Ce terme s'applique dans divers domaines et peut prendre différentes formes selon le contexte. Dans le monde des affaires, un commanditaire corporatif désigne souvent un organisme à but lucratif qui apporte un soutien financier ou matériel à une fondation, que ce soit sous forme de don ou de services gratuits. Plus généralement, le commanditaire est celui qui paye un exécuteur pour réaliser une commande ou un projet spécifique.
Selon les secteurs d'activité, le commanditaire peut être désigné par différents termes. En architecture, on parle de maître d'ouvrage. Dans d'autres contextes, on peut utiliser des synonymes tels que client, mécène, parrain, bailleur de fonds ou soutien. L'anglicisme "sponsor" est également couramment employé, notamment dans le domaine du sport et des événements culturels.

## Économie
Les commanditaires sont les associés d'une société dont la responsabilité est limitée au montant des apports. Ils se différencient des commandités, seuls habilités à devenir gérants de la société.

## Société
Personne qui organise et finance les préparatifs et la réalisation d'un acte.